# Fäbodtjärnen (Burträsks socken, Västerbotten)
Fäbodtjärnen är en sjö i Skellefteå kommun i Västerbotten och ingår i Bureälvens huvudavrinningsområde. Sjön har en area på 0,0391 kvadratkilometer och ligger 259 meter över havet.

## Delavrinningsområde
Fäbodtjärnen ingår i det delavrinningsområde (718182-171840) som SMHI kallar för Ovan Bjurbäcken. Medelhöjden är 250 meter över havet och ytan är 51,4 kvadratkilometer. Räknas de 2 avrinningsområdena uppströms in blir den ackumulerade arean 99,7 kvadratkilometer. Avrinningsområdets utflöde Bureälven mynnar i havet. Avrinningsområdet består mestadels av skog (78 procent) och sankmarker (12 procent). Avrinningsområdet har 0,04 kvadratkilometer vattenytor vilket ger det en sjöprocent på 0,1 procent.